# Dimitrios (Bekiaris)
Dimitrios (světským jménem: Ioannis Bekiaris; * 1948, Loutraki) je řecký pravoslavný duchovní Řecké pravoslavné církve, arcibiskup a metropolita Goumenissy, Axioupoleos a Polykastra.

## Život
Narodil se roku 1948 v Loutraki.
Roku 1972 dokončil studium na Teologické škole Athénské univerzity. Den 6. září 1975 byl postřižen na monacha a 8. září byl rukopoložen na hierodiakona. Dne 14. ledna 1976 v Kavale rukopoložen na jeromonacha.
Roku 1984 se stal protosynkelem v Athénách. Den 20. listopadu 1984 byl zvolen igumenem athénského monastýru Petraki. Působil také jakomprfni ředitel církevní rozhlasové stanice.
Dne 10. října 1989 byl Svatým synodem Řecké církve zvolen metropolitou Larissy. Dne 15. října proběhla jeho biskupská chirotonie.
Dne 20. srpna 1991 byl zvolen titulárním metropolitou z Gardiki.
Dne 10. září 1991 byl zvolen prvním metropolitou Goumenissy, Axioupoleos a Polykastra.